# Воротан (река)
Воротан (јерм. Որոտան) или Базарчај (азер. Bazarçay) је јерменско-азербејџанска река која извире на крајњем североистоку јерменског марза Сјуник, на Карабашкој висоравни, лева притока Аракса. Укупна дужина реке је 178 km, од чега 119 km тока је кроз Јерменију, а преосталих 59 km кроз Азербејџан (односно Нагорно-Карабах). Укупна површина слива је 5.650 km².
У горњем делу тока Воротан је типична планинска река препуна брзака, са падом од 15 м/1 km. Систем храњења је мешовитог типа. Највећи водостај је током пролећа и почетком лета када њеним коритом прође преко 60% од укупно 680 милиона m³ воде. Просечан проток је 21,5 m³/s. Током зиме у горњем делу тока обале се обично смрзавају. Највећа и најважнија притока је река Акера у Карабаху.
Горњи део тока чини кањон усечен у базалтне стене са уским и дубоким странама (дубине 500 до 700 метара) које су понекад и потпуно вертикалне. У подручју код Татевског манастира налази се природни камени „Ђавољи мост“ састављен од камених громада ширине 150—200 м које се издижу 100 м изнад речног корита. Изнад саме те камене формације издижу се готово вертикалне планинске стране висине и до 300 м. На левој притоци Воротана, реци Шаки налазе се величанствени 18 м високи Шакински водопад.
Део речне долине у подручју Татевског манастира и манастира Татеви Анапат од 1950. налази се на УНЕСКО листи Светске баштине.
На Воротану су изграђене три велике хидроелектране у низу (Татевска, Шамбска и Спандарјанска) и четири вештачка језера (Спандарјанско, Ангехакотско, Толарско и Шамбско).
Са циљем спречавања опадања нивоа језера Севан, почетком осамдесетих година прошлог века започета је изградња 22 km дугог тунела којим би се вода из реке транспортовала ка језеру. Међутим цео пројекат је обустављен 1988. због сукоба са Азербејџаном. Тунел је коначно завршен 2003. али и даље није у функцији.
Највећи град на реци је Сисијан.